# Kartica zdravstvenega zavarovanja
Kartica zdravstvenega zavarovanja (kratica KZZ) je listina za uveljavljanje pravic iz obveznega in prostovoljnega zdravstvenega zavarovanja v Sloveniji.
V uporabi je 2.045.543 kartic zdravstvenega zavarovanja (stanje 31.12.2010). Letno se izdela cca. 110.000 KZZ (rojstva, nadomeščanje zaradi izgube, uničenja, spremembe priimka…).

## Tehnične značilnosti kartice zdravstvenega zavarovanja
Tehnične in funkcijske specifikacije KZZ je izdelalo slovensko podjetje CREA. CREA je prevzela tudi vlogo preizkušanja izdelkov in zagotavljanja skladnosti izdelkov s specifikacijami.
Nova KZZ ima 10-letno življenjsko dobo.
Tehnične lastnosti KZZ:

- Java kartica 2.2.1,
 
- GlobalPlatform 2.1.1, 

- ISO 15408, 

- PP SSCD Type 2 & 3 EAL4+, 

- spominska kapaciteta EEPROM = 72KB, 

- omogoča identifikacijo, istovetenje, podpisovanje in šifriranje na podlagi infrastrukture javnih ključev in (kvalificiranega) digitalnega certifikata, 

- podpira operacije simetrične DES, DES3 (112 in 168 bit) in asimetričnega RSA (1024, 2048 bit) šifriranja ter zgoščevalne operacije SHA-1, SHA-256, 

- omogoča elektronski podpis in šifriranje podatkov z digitalnim potrdilom. 

Dobavitelj kartic je francosko podjetje Gemalto, ki pripravi plastiko, vgradi čip (proizvajalec čipa je Samsung), izvede osnovno električno inicializacijo čipa ter zaklene kartico s transportnimi ključi. Kartice prevzame podjetje Cetis iz Celja, ki jih odklene, personalizira: zapiše podatke o imetniku v čip in na zunanjost, ter odpremi skupaj s spremnim dopisom na pošto na domači naslov imetnika.
Na zunanjosti so zapisani osnovni podatki o imetniku (ime, priimek, ZZZS številka imetnika, številka izvoda kartice). Na zadnji strani so osnovni napotki imetniku kartice ter internetni naslov izdajatelja in telefonska številka službe za poslovanje s kartico, kjer lahko imetnik dobi dodatne podatke in pojasnila, ko jih potrebuje.

### Vsebina KZZ
Na KZZ sta ob izdaji zapisani dve digitalni potrdili:

- Prvo digitalno potrdilo omogoča delovanje KZZ v on-line sistemu. Potrdilo se uporablja brez osebnega gesla. Dostop do on-line sistema je možen le s prisotnostjo profesionalne kartice.

- Drugo digitalno potrdilo omogoča imetniku kartice varno elektronsko komunikacijo in je namenjeno dostopu imetnika do njegovih lastnih podatkov v zalednih sistemih (ko bo aplikacija za dostop do lastnih podatkov pripravljena). Potrdilo se uporablja izključno z osebnim geslom.

Poleg tega je na KZZ prostor za nalaganje drugih digitalnih potrdil, kar stori imetnik sam in za ta dodatno zapisana potrdila tudi sam v celoti skrbi oziroma odgovarja.

## Sistem kartice pri nas in v EU
Kartični sistem je prilagojen slovenskemu zdravstvu in zdravstvenemu zavarovanju, upošteva pa tudi mednarodna priporočila in standarde. Slovenija je bila tudi prva država, ki je uvedla elektronsko kartico na področju celotne države, podobno infrastrukturo po zgledu Slovenije uvajajo tudi druge države članice EU. Skupni cilj držav članic EU je uvesti tak elektronski dokument, ki ga bo mogoče uporabljati tako znotraj kot izven meja posamezne države, pri čemer so naši strokovnjaki zaradi izkušenj pomemben faktor pri implementaciji in testiranju teh sistemov.